# Vanadocen dichlorid
Vanadocen dichlorid je organokovová sloučenina, podobná vanadocenu, ale vanad je zde čtyřmocný a váže na sebe ještě dva chloridové anionty. Je jedovatý.
Deriváty vanadocendichloridu jsou zkoumány v biomedicíně jako potenciální léčivo proti maligním tumorům (rakovina), příp. mohou sloužit jako nové katalyzátory chemických reakcí.